# Зволенска Слатіна
Зволенска Слатіна (словац. Zvolenská Slatina, угор. Nagyszalatna) — село, громада в окрузі Зволен, центральна Словаччина. Кадастрова площа громади — 45,94 км². Населення — 2864 особи (за оцінкою на 31 грудня 2017 р.). Протікає річка Любіца.
Перша згадка 1332 року.

## Населення
| Рік:            | 1994. | 2004.   | 2014.   | 2024.   |
| --------------- | ----- | ------- | ------- | ------- |
| Кількість осіб: | 2548  | 2671    | 2830    | 2795    |
| Різниця:        |       | +4,82 % | +5,95 % | -1,23 % |

| Рік:            | 2023. | 2024.   |
| --------------- | ----- | ------- |
| Кількість осіб: | 2760  | 2795    |
| Різниця:        |       | +1,26 % |

## Відомі особистості
В поселенні народився:
- Ян Багиль (1856—1916) — словацький винахідник та інженер.